# William Brown (rugby, 1852)
Pour les articles homonymes, voir William Brown et Brown.
William Brown (Glasgow, 1852 - Blantyre, 1876) est un joueur international écossais de rugby.
Évoluant au poste de full back (arrière), il fait partie de l'équipe d'Écosse de rugby qui affronte l'Angleterre dans ce qui constitue le tout premier match international de rugby de l'histoire, en 1871. Il joue quatre match de plus pour son pays — tous contre l'Angleterre —, jusqu'en 1875.

## Biographie
William Davie Brown naît à Glasgow le 29 mai 1852.

### Carrière en club et en province
Il joue pour Glasgow Academicals, l'une des meilleures équipes d'Écosse à l'époque.
Il est aussi appelé dans l'équipe du district de Glasgow (en) pour le tout premier match de rugby provincial de Grande Bretagne, le 23 novembre 1872 contre celui d'Édimbourg (en). Il est ensuite désigné capitaine de l'équipe lors du match contre le district d'Edimbourg, le 5 décembre 1874.

### Carrière internationale

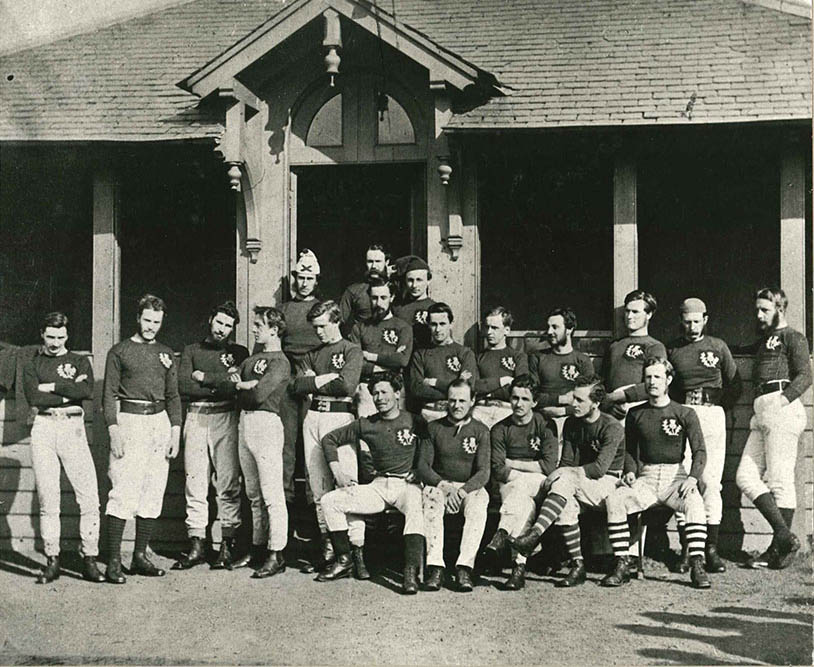
La première équipe nationale de rugby d'Écosse, lors du match de mars 1871 contre l'Angleterre à Édimbourg.

William Brown a joué dans la toute première équipe d'Écosse de rugby lors du tout premier match international de rugby de l'histoire, contre l'Angleterre. L'Écosse l'emporte 1 à 0, en inscrivant 2 essais et 1 transformation contre 1 essai non transformé contre l'Angleterre (seules les transformations rapportaient des points à l'époque),,.
Brown joue quatre autres matchs internationaux, tous contre l'Angleterre, en 1872 (défaite 2-1 à The Oval) ; en 1873 (match nul 0-0 à Hamilton Crescent) ; en 1874 (défaite 1-0 à The Oval) ; et en 1875 (match nul 0-0 à Raeburn Place).
Il meurt prématurément le 24 mars 1876 à seulement 23 ans.